# In the Wake of Poseidon
In the Wake of Poseidon ist das zweite Studioalbum der britischen Rockband King Crimson. Es erschien im Mai 1970. Zum Zeitpunkt seines Erscheinens bestand die Band offiziell lediglich aus Robert Fripp und Peter Sinfield, nachdem zunächst Michael Giles und Ian McDonald die Band Ende 1969 verlassen hatten, gefolgt dann von Greg Lake Anfang 1970. In the Wake of Poseidon ist dem ersten Album In the Court of the Crimson King stilistisch ähnlich, was auch daran lag, dass Giles und Lake sich für die Aufnahmen als Session-Musiker zur Verfügung stellten und mit Peter Giles ein weiterer Vertrauter aus der Vor-Crimson Zeit mitwirkte. Außerdem stammten einige Stücke bereits aus dem Vorjahr, so wurde Pictures of a City (unter dem Titel A Man, a City) bereits live gespielt.

## Musik
Die Musik wechselt immer wieder zwischen eher sanften, balladenhaften Passagen oder Stücken und schnellen, energischen und komplexen von hoher Intensität. Das musikalische Thema Peace (Frieden) wird in drei Teilen (am Anfang, in der Mitte und am Ende des Albums) behandelt und bildet so einen Rahmen für die anderen Stücke. Die längste Nummer, „The Devil’s Triangle“, beruht stark auf dem ersten Satz „Mars, der Kriegsbringer“ aus der Orchestersuite „Die Planeten“ des englischen Komponisten Gustav Holst, die er von 1914 bis 1916 komponierte. King Crimson hatten das Stück 1969 auf einer Live-Tournee „Mars“ genannt, die Verwendung dieses Titels wurde ihnen aber von den juristischen Vertretern des Komponisten untersagt. 1971 wurde ein kurzer Auszug aus The Devil’s Triangle in der BBC-Fernsehserie Doctor Who verwendet.

## Titelliste
Seite 1
1. Peace – A Beginning (Fripp, Sinfield) – 0:49
2. Pictures of a City (incl. 42nd at Treadmill) (Fripp, Sinfield) – 8:03
3. Cadence and Cascade (Fripp, Sinfield) – 4:27
4. In the Wake of Poseidon (incl. Libra’s Theme) (Fripp, Sinfield) – 7:56
Seite 2
5. Peace – A Theme (Fripp) – 1:15
6. Cat Food (Fripp, Sinfield, McDonald) – 4:54
7. The Devil’s Triangle (Fripp) – 11:39
(i)Merday Morn (Fripp, McDonald)
(ii)Hand of Sceiron (Fripp)
(iii)Garden of Worm (Fripp)
8. Peace – An End (Fripp, Sinfield) – 1:53

## Personal
King Crimson
- Robert Fripp – Gitarre, Mellotron (2, 4, 7), Celesta (3), Hohner Pianet (7), Produktion
- Peter Sinfield – Songtexte, Produktion

Ehemalige King Crimson Mitglieder
- Michael Giles – Schlagzeug (2–4, 6, 7)
- Greg Lake – Gesang (1, 2, 4, 6, 8)

Zukünftige King Crimson Mitglieder
- Mel Collins – Saxophon (2), Flöte (3)
- Gordon Haskell – Gesang (3)

Weiteres Personal
- Peter Giles – Bass
- Keith Tippett – Piano (3, 6, 7)
- Tony Page & Robin Thompson - recording & engineering

## Cover
Die beiden unbeschrifteten Außenseiten des Klappcovers der Schallplattenhülle zeigen je sechs Bilder von Gesichtern aus der Gemälde-Serie „The Twelve Faces of Humankind“ (Die zwölf Gesichter der Menschheit) von Tammo de Jongh, zusammengefasst zu einem einzigen Gemälde.

## Rezeption
In the Wake of Poseidon wurde positiv aufgenommen, erreichte jedoch nicht die überschwängliche Resonanz wie sein Vorgänger und zählt nicht zu den herausragenden Alben von King Crimson.